# 김용범 (1975년)
김용범(1975년 ~)은 엠넷의 PD, CP이다.  한국외국어대학교 영어과 94학번으로 엠넷에는 2002년에 입사했다. 시사평론가 김용민의 동생이다. 엠넷 (CJ ENM) 소속으로 총괄 프로듀서(CP)를 맡고 있다. 엠넷의 서바이벌 프로그램 투표 조작 사건에 가담해 구속되었다.